# Westrza
Westrza – osada w Polsce położona w województwie wielkopolskim, w powiecie ostrowskim, w gminie Sieroszewice. Leży ok. 7 km na wschód od Ostrowa Wlkp., przy drodze Ostrów-Mikstat.
Znana od 1401 jako wieś rycerska. Miejscowość przynależała administracyjnie przed rokiem 1887 do powiatu odolanowskiego. W latach 1975–1998 do województwa kaliskiego, a w latach 1887–1975 i od 1999 do powiatu ostrowskiego.